# Goera martynowi
Goera martynowi là một loài trong họ Goeridae. Chúng phân bố ở miền Cổ bắc.